# Giovanni Cattozzo
Giovanni Cattozzo (né le 13 juillet 1925 à Rovigo en Vénétie et mort le 2 août 1992 à Rome) est un joueur devenu entraîneur de football italien, qui évoluait au poste de défenseur.

## Biographie
Il commence le football dans sa ville natale de Rovigo, où il débute en Serie C, disputant cinq saisons à ce niveau.
Il rejoint ensuite le Trévise Football Club, où il passe deux saisons en Serie B à la fin desquelles il est acheté par le club de Bologne.
En Émilie, il dispute deux saisons en Serie A, puis part rejoindre le club de l'Atalanta, où il dispute sept saisons en Serie A, avant de terminer sa carrière.